# 排洪滩
排洪滩位于南中国海中沙群岛中沙大环礁西南部边缘，东北与涛静暗沙相距约9.7海里，东南与果淀暗沙相距约4.3海里。整个暗沙全部在海面以下，最浅处水深约16米，等深线20米以上面积约10平方公里。1947年和1983年公布名称均为“排洪滩”。